# یواس‌اس ابونا (۱۸۳۱)
یواس‌اس ابونا (۱۸۳۱) (به انگلیسی: USS Abeona (1831)) یک کشتی بود که طول آن ۱۵۷ فوت (۴۸ متر) بود. این کشتی در سال ۱۸۳۱ ساخته شد.